# 紐倫堡—埃爾福特高速鐵路
紐倫堡－埃爾福特高速鐵路（德語：Schnellfahrstrecke Nürnberg–Erfurt）是在德国统一8号交通工程中，一條190公里長的高速鐵路，同時是連接柏林至慕尼黑以及全歐鐵路網絡連接意大利與斯堪的納維亞路線的一部分。它由纽伦堡至埃本斯费尔德之间的改造线和埃本斯费尔德至埃尔福特间的新建线共同组成。铁路于2017年12月10日开通，纽伦堡及埃尔福特这两座大型城市之间的旅行时间由此将缩短至80分钟左右，柏林至慕尼黑的高速列车行驶时间则被缩减到最短4小时以内。
线路规划始于1991年，1996年4月开始动工建设。至1999年，由于高达70－80亿德国马克的预算成本，当时的红绿联合政府暫停了工程。工程禁令至2002年得到解除。埃本斯费尔德－埃尔福特新建线得以于2017年12月10日的行车时刻表调整中投入运营。纽伦堡－埃本斯费尔德改造线则分阶段进行升级，预计在2028年之前无法全面完工。据联邦政府称，截至2013年底，项目投资总额已达30亿欧元，预计总投资则为53亿欧元（动态规划、征地及建设成本）。这意味着仍有约23亿欧元的投资尚未落实。相关款项包括新建和改造线路以及在菲尔特的货运线路。
该项目引起争议的原因包括高成本、成疑的运输效益和长远的环境影响。尽管图林根州首府埃尔福特可以籍此達到交通能力的升级，然而却削弱了从班贝格至人口稠密的萨勒河谷沿岸（哈勒/莱比锡）之间的传统线路中的长途客运能力。这引发了当地居民、保育人士和当地政客的众多抗议活动，它们希望争取在诸如利希滕费尔斯，萨尔费尔德及耶拿等地兴建跨地区性的铁路枢纽，或在科堡设立城际快车停靠站。

## 外部連結
- .   [5 December 2016]. （原始内容存档于2021-01-20）.
- .   [5 December 2016]. （原始内容存档于2021-01-24） （德语）.
- . baustellen-doku.info.   [5 December 2016]. （原始内容存档于2020-12-01） （德语）.

50°30′45″N 10°59′38″E / 50.51250°N 10.99389°E